# 柏松素
柏松素是一種從法國南部一種松樹的樹皮提煉出來的天然抗氧化劑，被指對糖尿病及人體的新陳化謝有幫助。這種物質的主要成份為Proanthocyanidins，存在於不少松柏科植物的樹皮、和紅葡萄的果皮上。
对于柏松素的研究表明，无法证明该种物质对任何疾病的治疗存在帮助。

## 參看
- 花青前素 - 類黃酮